# Justicia scansilis
Justicia scansilis là một loài thực vật có hoa trong họ Ô rô. Loài này được (Rizzini) V.A.W. Graham mô tả khoa học đầu tiên năm 1988.